# Turritopsoides
Turritopsoides is een geslacht van neteldieren uit de  familie van de Oceaniidae.

## Soort
- Turritopsoides brehmeri Calder, 1988